# استان قلیوبیه
استان قلیوبیه (به عربی: محافظة القليوبية) از استان‌های کشور مصر است.
مرکز این استان شهر بنها است.